# Jurica Grabušić
Jurica „Juraj” Grabušić (ur. 28 marca 1983 w Zagrzebiu) – chorwacki bobsleista oraz lekkoatleta.
Uczestnik Igrzysk Olimpijskich w Turynie, na których razem z Ivanem Šola, Slavenem Krajačiciem, Alekiem Osmanovicem i Dejanem Vojnoviciem zajęli 23. miejsce w konkurencji bobslejowych czwórek. Brał również udział w Letnich Igrzyskach Olimpijskich w Atenach oraz Letnich Igrzyskach Olimpijskich w Pekinie gdzie w biegu na 110 metrów przez płotki zajął odpowiednio 44. i 38. miejsce. Reprezentant Chorwacji na wielu ważnych międzynarodowych zawodach. Brązowy medalista igrzysk śródziemnomorskich (2005). Reprezentant kraju w zawodach pucharu Europy oraz w drużynowych mistrzostwach Europy (w tym 1. miejsce w biegu na 110 metrów przez płotki w 2009 i 2010). Wielokrotny mistrz Chorwacji w krótkich biegach płotkarskich oraz sprintach. Grabušić jest także wielokrotnym międzynarodowym mistrzem Słowenii w biegach płotkarskich.

## Rekordy życiowe
- Bieg na 100 metrów – 10,36 (2008)
- Bieg na 110 metrów przez płottki – 13,54 (2003) rekord Chorwacji
- Bieg na 60 metrów – 6,71 (2008)
- Bieg na 60 metrów przez płotki – 7,69 (2010) rekord Chorwacji